# Lagardelle-sur-Lèze
Lagardelle-sur-Lèze è un comune francese di 2 481 abitanti situato nel dipartimento dell'Alta Garonna nella regione dell'Occitania.

## Società

### Evoluzione demografica
Abitanti censiti

## Amministrazione

### Gemellaggi
- Bassano in Teverina